# Riddim
El trench es una versión instrumental de una canción, así entendida normalmente en la música jamaicana y en otras formas de música caribeña. Un trench normalmente consiste en un patrón de batería y en una línea prominente de bajo, aunque la expresión suele utilizarse para referirse a toda la sección rítmica de una canción. En patois el término "trench" se deriva de la palabra inglesa "rhythm", que se traduce al castellano como "ritmo". Los trench sirven de base instrumental en diferentes estilos, como reggae, lovers rock, dub, ragga o dancehall.

## Tipos de trench
En general, un trench se puede clasificar en cuatro tipos. El más antiguo es el clásico trench que sirve de instrumental para el roots reggae, dub o lovers rock, como Bam Bam producida por Sly & Robbie. El segundo tipo es el trench típico de ragga que sirve de apoyo al raggamuffin y al dancehall, como el Juice trench producido por Richard "Shams" Browne. El tercer tipo es el trench digital, como el Sleng Teng producido por King Jammy. El cuarto tipo de trench se caracteriza por el uso de un sintetizador, que es modulado en una variedad de maneras diferentes haciendo algo simple e interesante; es realmente repetitivo, con rebotes, utilizando efectos minimalistas y efectos de sonido en sus vocales a capela.
Los trenchs llamados "digitales" son aquellos creados mediante caja de ritmo y sintetizador. Un ejemplo pionero de este sonido es el "Under My Sleng Teng" de 1985 producido por Prince Jammys para Wayne Smith.

## Trench dubstep
En la actualidad, los diversos estilos de trench están siendo usados en la creación de estilos derivados del dubstep, llevando a la creación del género llamado "trench dubstep", cual surgió a mediados de la década de 2010 que, además de ser un género repetitivo con minimalismo en percusión (únicamente usando bombos, claps o snares no tan pesados, y hi-hats), posee bajos potentes y metálicos semejantes a los del dubstep antiguo o brostep, y sigue siendo popular en discográficas de dubstep como Disciple Recordings, Never Say Die Records, entre otras.
Algunos productores significativos de trench dubstep son:
- 12th Planet
- AD
- Barely Alive
- NeoKrono
- Bobby "Digital" Dixon
- Henry "Junjo" Lawes
- Joe Gibbs
- King Tubby
- Lux
- NT
- Steely & Clevie
- Svdden Death
- Virtual Riot